# Soldatske, Bilozerka
Soldatske (în ucraineană Солдатське) este un sat în comuna Posad-Pokrovske din raionul Bilozerka, regiunea Herson, Ucraina.

## Demografie
Componența lingvistică a localității Soldatske
     Ucraineană (92,81%)
     Rusă (6,47%)
     Alte limbi (0,72%)
Conform recensământului din 2001, majoritatea populației localității Soldatske era vorbitoare de ucraineană (92,81%), existând în minoritate și vorbitori de rusă (6,47%).